# یواس‌اس فردریک (ال‌اس‌تی-۱۱۸۴)
یواس‌اس فردریک (ال‌اس‌تی-۱۱۸۴) (به انگلیسی: USS Frederick (LST-1184)) یک کشتی بود که طول آن ۵۲۲ فوت (۱۵۹٫۱ متر) بود. این کشتی در سال ۱۹۶۹ ساخته شد.